# 石川県立工業高等学校
石川県立工業高等学校（いしかわけんりつ こうぎょうこうとうがっこう、英: Ishikawa Prefectural Technical High School）は、石川県金沢市本多町にある公立の工業高等学校。工芸・デザイン教育を施した制度としての教育機関として日本で2番目の歴史のある工業高等学校である。通称は「県工（けんこう）」。
よく、「石川工業高校」と表記されるが間違いである。金沢市立工業高等学校と共に、校名表記が無い珍しい学校である。

## 沿革
納富介次郎によって、1887年（明治20年）に金沢区工業学校が兼六園内に設立される。1902年（明治35年）に現在の場所に移転。幾度かの改称を重ね、1958年（昭和33年）に現在の名前になる。
納富によって後に設立された香川県立高松工芸高等学校、佐賀県立有田工業高等学校、富山県立高岡工芸高等学校とは姉妹校である。

## 校訓
```
敬愛協和を尚ばう
創意工夫を凝さう
矜持責任を有たう	
```

## 設置学科

### 現存
全日制
- 機械システム (Ｓ) 科（80人。うち、推薦枠20人。Ａ組とＢ組に分かれる）
- 電気 (Ｅ) 科（40人。うち、推薦枠10人）
- 電子情報 (ｉ) 科（40人。うち、推薦枠10人）
- 材料化学 (Ｃ) 科（40人。うち、推薦枠10人）
- 工芸 (Ｋ) 科（40人。うち、推薦枠10人）
- テキスタイル工学 (Ｔ) 科（40人。うち、推薦枠10人）
- デザイン (Ｄ) 科（40人。うち、推薦枠10人）

例年、機械システム科、電気科、電子情報科、材料化学科は男子の比率が高く、工芸科、テキスタイル工学科、デザイン科は女子の比率が高い。

### 廃止
定時制（夜間部） - 2008年（平成20年）度末で廃止。
- 工業技術科

## 部活動
部活動が盛んで、北信越大会出場や全国大会出場をする部活動が多い。中でも男子バレーボール部は全国大会連続出場中である。
アスリートクラブは、部・同好会がなく、少人数や個人でも高体連に属する大会に出場するために作られたクラブ（水泳、自転車競技、アーチェリー、体操、ボート、スキーなど）。
- 運動部 - 野球、陸上競技、柔道、剣道、バスケットボール（男・女）、バレーボール（男・女）、ハンドボール、バドミントン、テニス、ソフトテニス、卓球、弓道、サッカー、ラグビー、ボクシング、チアリーダー
- 文化部 - 新聞、放送、写真、演劇、無線情報、吹奏楽、美術、茶道、華道
- 同好会（運動系） - ワンゲル、アスリートクラブ
- 同好会（文化系） - 箏曲、漫画研究、パソコン、英語、科学・工学、機械設計、服飾デザイン、JRC

## 校歌
作詞：坂井敬、作曲：大西安世（明治44年5月）、改作曲：今井松雄（昭和32年7月）

## 周辺
- 遊学館高等学校が道路を挟んで隣接している。
- 金沢市の中心部に位置する。近隣に兼六園、金沢城、金沢市役所、MRO北陸放送本社、北陸電力石川支店、金沢中警察署などがある。

## 所在地
〒920-0964 石川県金沢市本多町二丁目3番6号

## アクセス
- 北陸鉄道バス18番、北鉄金沢バス19／04・05番で「幸町」・「本多町」バス停下車、城下まち金沢周遊バスで「本多町」バス停下車。「片町」バス停から通学する生徒もいる。

## その他
最初は兼六園の中に高校が作られた。このため、校歌には「正面に金沢城がある」という意味の歌詞が、本多町移転後も残っている。

## 著名な出身者

### 芸術・工芸
- 大場松魚 - 漆芸家、人間国宝、金沢美術工芸大学教授、紫綬褒章受章
- 蓮田修吾郎 - 鋳金家、東京藝術大学教授、日本芸術院会員、文化勲章受章、文化功労者
- 高光一也 - 洋画家
- 松田権六 - 蒔絵師、人間国宝、文化勲章受章

### 財界
- 細野昭雄 - アイ・オー・データ機器創業者、代表取締役会長[2]

### 芸能
- 潮哲也 - 俳優
- 央雅光希 - 元宝塚歌劇団雪組男役
- 山本あき - 演歌歌手
- 伏下勇志 - 音楽家（HEY-SMITH）
- 吉井丈絵 - 女優

### 運動
- 村濱武洋 - プロレスラー
- 西永秀一 - レフェリー（プロレスリング・ノア所属）
- 鳥居智男 - 柔道家
- 山口嵩之 - 野球選手（埼玉西武ライオンズ）
- 宮田大輔 - サッカー選手（OFKイガロ）、中退
- 新貴裕 - バレーボール選手（パナソニックパンサーズ）
- 波佐間泰平 - バレーボール選手（VC長野トライデンツ）
- 道井淳平 - バレーボール選手（ジェイテクトSTINGS）
- 倉坂正人-ビーチバレーボール選手

### 教諭
- 板谷波山（当時の号は勤川） - 1896年（明治29年）から1903年まで、教諭を務めていた。陶芸家初の文化勲章受章者。